# Larinyssus
Larinyssus es un género de ácaros perteneciente a la familia Rhinonyssidae.

## Especies
Larinyssus Strandtmann, 1948
- Larinyssus benoiti Fain, 1961
- Larinyssus orbicularis Strandtmann, 1948